# Olaf Thees
Olaf Thees (* 22. September 1958 in Erfurt) ist ein deutscher Politiker (CDU).

## Leben
Thees machte die Lehre zum Agrotechniker und Mechanisator und studierte an der Fachschule für Staatsrechtswissenschaften Weimar mit dem Abschluss als Staatswissenschaftler. Bei der CDU, der er 1979 beitrat, gehörte er dem Ortsvorstand in Lutter und dem Kreisvorstand in Heiligenstadt an. 1981 wurde er Bürgermeister der Gemeinde Lutter. Dieses Amt legte er im März 1990 nieder, nachdem er in die Volkskammer gewählt wurde. Nach der Wiedervereinigung gehörte er zu den 150 Volkskammerabgeordneten, die dem Deutschen Bundestag beitraten. Nach seiner Abgeordnetenzeit begann Thees 1991 als Versicherungshauptvertreter der Allianz Versicherung, seit 2004 ist er Vorsitzender des CDU-Ortsverbands in Lutter.